# 空気感
空気感（くうきかん）とは、空間や人物およびその表現が有する雰囲気のことである。

## 写真における空気感

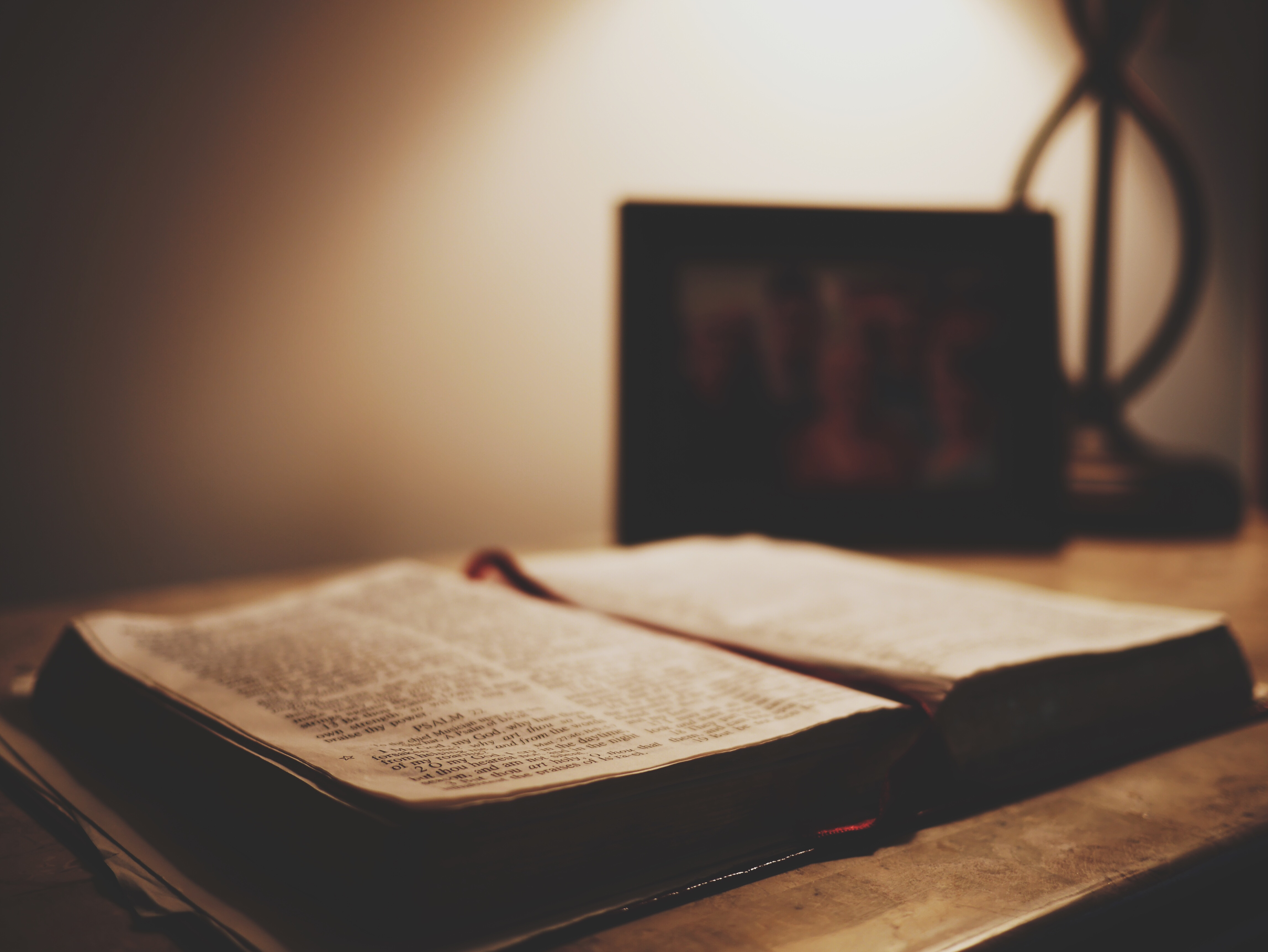
絞り開放による撮影の例

写真表現における空気感について大竹 (2006)は、2次元である写真がまるで立体のように見えることを指すとする。また別所 (2021) は、黒潰れした写真は空気感がなくデフォルメされているように見えがちであるとし、シャドウ部の階調の豊かさが空気感の正体であると述べている。
ピントやボケ、ホワイト・バランス、構図などを工夫することによっても、空気感は生まれる。たとえば、絞りを開放し被写界深度を浅くすることにより、空気感が表れやすくなる。また、被写体との距離に応じたコントラストの変化による空気遠近法やフォーカス面からの微妙なボケにより立体感が表現されていたり、収差によるレンズ効果が少なく現実感に富んでいる場合にも空気感があると表現される。
空気感の演出について、大村 (2018) は、被写体をどこに配置するのかがもっとも重要であるとし、西澤 (2020) はメインの被写体と同じくらい背景が重要であるとする。また木村は、書籍の撮影を例に取り、風による動きを活用してあたかも被写体に意思があるかのように表現する技法を紹介している。

## その他の分野における空気感
福島 & 堀越 (2012) は、SD法を用いた景観についての心理評価実験を元に、天候の変化が空気感の評価に影響を与えると考察している。また、野口 (2013) は商業施設における空気感の重要性を唱え、施設全体が屋根で覆われていないライフスタイル・センター型のショッピング・モールを例に、人工物（商業施設）と自然物（空など）の融合により生成される情景や雰囲気と空気感を定義している。

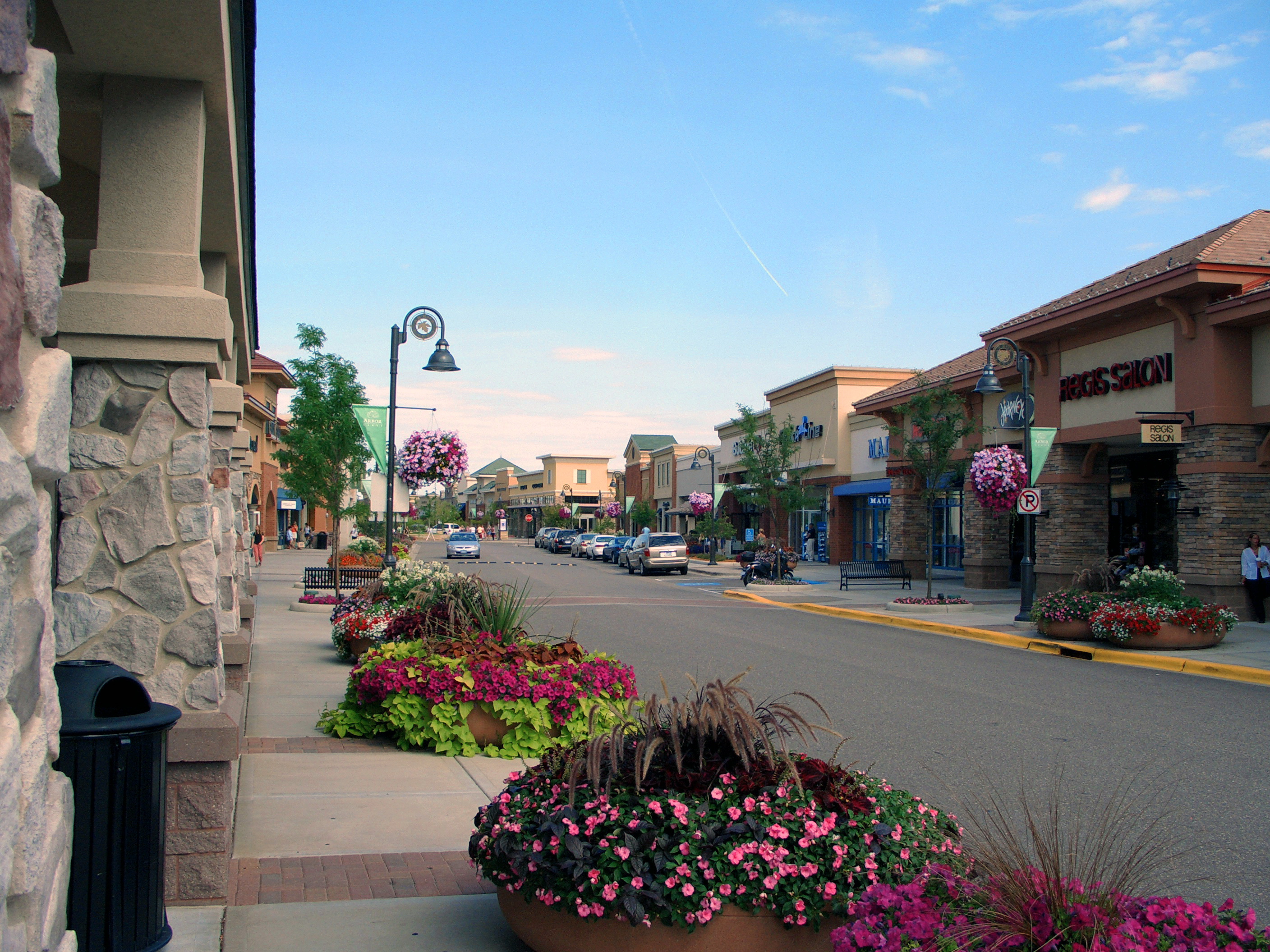
ミネソタ州のライフスタイル・センター

なお美容分野における空気感（エアリー感）は、空気を含んだようなふんわりとした雰囲気や質感のことを指す。

## 参考資料
書籍
- 大竹, 省二『大竹省二のレンズ観相学』 距離計用レンズ編、朝日ソノラマ〈クラシックカメラ選書〉、2006年3月25日。ISBN 4-257-12047-9。

論文
- 福島, 英和、堀越, 哲美「天候や時刻の移ろいと周辺環境が演出する建築のたたずまい」『人間‐生活環境系シンポジウム報告集』第36巻、人間‐生活環境系会議、2012年11月21日、29-32頁、NAID 110009735306。

辞典・用語集
- “空気感”. CANON IMAGE GATEWAY. 写真用語集.  キヤノン、キヤノンマーケティングジャパン. 2021年4月29日閲覧。
- “空気感とは”. コトバンク.  VOYAGE MARKETING. 2021年4月29日閲覧。（『デジタル大辞泉』より転載）
- “空気感とは？”. HOT PEPPER Beauty. ヘア用語集.  リクルート. 2021年4月29日閲覧。

ウェブページ
- 野口, 智雄 (2013年2月25日). “「空気感」の研究”. NIKKEI MESSE. JAPAN SHOP.  日本経済新聞社. 2021年4月29日閲覧。
- 大村, 祐里子 (2018年8月29日). “空気感の演出で際立つ「本」の魅力を写真に収める”. PICTURES. 大村祐里子の身近なものの撮り方辞典.  玄光社. 2021年4月29日閲覧。
- 西澤, 丞 (2020年6月19日). “現場の空気感を伝えるために写真家が実践してる七項目。”. JOE NISHIZAWA PHOTOGRAPHS. 2021年4月29日閲覧。
- “Interview Vol.3 別所隆弘”. FUJIFILM GFX 50R HANDS ON.   東京カメラ部 (2019年4月). 2021年8月23日閲覧。